# São Sebastião do Tocantins
São Sebastião do Tocantins là một đô thị thuộc bang Tocantins, Brasil. Đô thị này có diện tích 287,271 km², dân số năm 2007 là 4244 người, mật độ 14,77 người/km².